# داگلاس کندرو
داگلاس کندرو (انگلیسی: Douglas Kendrew; ۲۲ ژوئیهٔ ۱۹۱۰ – ۲۸ فوریهٔ ۱۹۸۹) نظامی و سیاست‌مدار اهل بریتانیا بود. وی همچنین برندهٔ جوایزی همچون نشان حمام و نشان امپراتوری بریتانیا شده‌است.